# Aragoiânia
Aragoiânia är en kommun i Brasilien.   Den ligger i delstaten Goiás, i den sydöstra delen av landet, 200 km sydväst om huvudstaden Brasília. Antalet invånare är 8 375.
Omgivningarna runt Aragoiânia är huvudsakligen savann. Runt Aragoiânia är det glesbefolkat, med 15 invånare per kvadratkilometer.